# Bitwa w Mogadiszu (luty 2009)
Bitwa w Mogadiszu (2009) – starcie, które trwało od 24 lutego do 25 lutego 2009 roku, pomiędzy islamistycznymi rebeliantami a siłami rządowymi i żołnierzami misji pokojowej Unii Afrykańskiej (AMISOM).
Po udanym zamachu, przeprowadzonym 22 lutego, w którym zginęło m.in. 11 żołnierzy z Burundi wchodzących w skład sił pokojowych Unii Afrykańskiej w Somalii, organizacja Asz-Szabab zapowiedziała kolejne ataki.
Starcia trwały głównie w południowej części miasta. Przy pomocy moździerzy rebelianci zaatakowali Pałac Prezydencki, położony na wzgórzu w dzielnicy Wardhigley. Niedawno wybrany prezydent Szarif Szajh Ahmed nie został zraniony podczas ataku.
Co najmniej 69 osób zginęło – w tym 48 cywilów. Wśród ofiar były także dzieci.

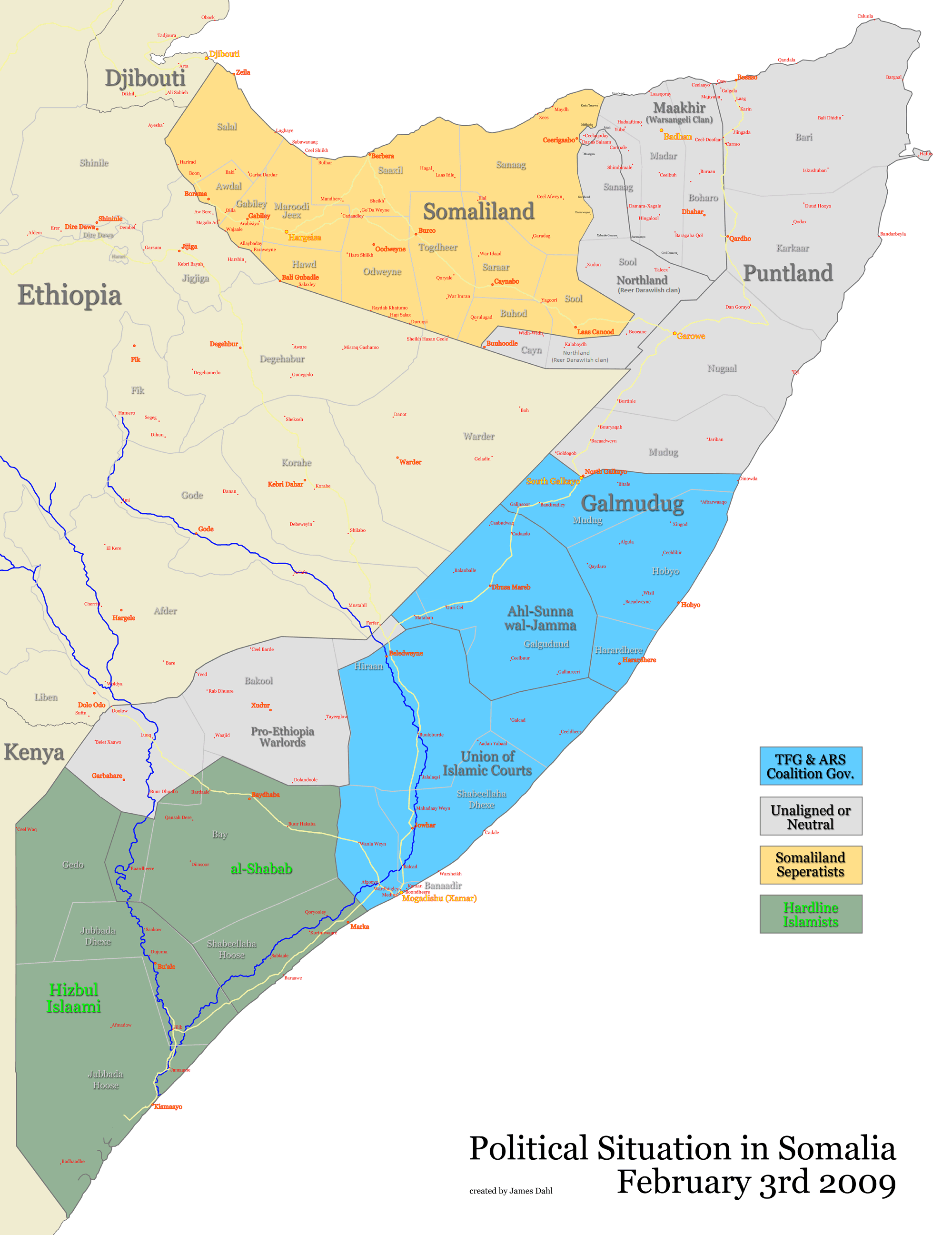
Sytuacja polityczna w Somalii po wycofaniu się wojsk etiopskich